# Jabenița
Jabenița – wieś w Rumunii, w okręgu Marusza, w gminie Solovăstru. W 2011 roku liczyła 1193 mieszkańców.